# Ачаир, Алексей
Алексе́й Алексе́евич Ачаи́р (настоящая фамилия — Гры́зов; 23 августа (5 сентября) 1896 года, Омск — 16 декабря 1960 года, Новосибирск) — русский поэт.

## Биография
Происходил из семьи сибирских казаков станицы Ачаирской, отец — полковник Сибирского казачьего войска Алексей Георгиевич Грызов. В 1914 году выпущен из 1-го Сибирского императора Александра I кадетского корпуса. В 1914—1917 годах учился на инженерном отделении Московского сельскохозяйственного института.
В начале Гражданской войны, с мая 1918 года служил как рядовой-доброволец в пулемётной команде партизанского отряда атамана Красильникова. Был контужен на реке Белой при взрыве моста, тяжело переболел тифом. С июня 1919 года в штабе 1-й Сибирской казачьей дивизии. Участник Сибирского Ледяного похода; на станции Тайга отморозил правую ступню. При отступлении дивизии из-под Красноярска (д. Минино) с небольшой группой вынес дивизионное знамя, за что был представлен к Георгиевскому кресту 4-й степени. С 1921 года в Гродековской группе войск в Приморье. В феврале 1922 года отправлен в отставку по состоянию здоровья. Редактировал владивостокскую газету «Последние известия».
В октябре 1922 года, после занятия Владивостока красными, пешком ушёл через границу в Корею, а оттуда в Харбин. В 1923 году издал брошюру «Русский Христианский союз молодых людей в Харбине (ИМКА)», руководство которым взял на себя. Ачаир постоянно писал стихи и издавал их, в частности, в журналах «Рубеж» и «Луч Азии», от случая к случаю также в парижской и пражской периодике.
При содействии американского секретаря ИМКА Ачаир организовал Харбинский Союз русской культуры «Молодая Чураевка», который возглавлял до 1932 года, способствуя его разностороннему развитию. С 1926 года являлся главным редактором харбинской литературной газеты «Чураевка».
«Молодая Чураевка» начиналась с литературного кружка «Зелёная лампа», следуя давней пушкинской традиции. В нём объединились около 20 человек — любители русской словесности и поэзии в возрасте от 15 до 19 лет. Молодые люди принадлежали к семьям выходцев из бывшей Российской империи, главным образом, из Сибири и Приморья. «Кружок русской культуры» утвердил в ежедневной деятельности принципы, которые декларировали в своих трудах художник Николай Рерих и писатель Георгий Гребенщиков. Алексей Ачаир сформулировал жизненное кредо чураевцев: «Это путь к красоте, простоте и бесстрашию, это возжигание факела духа во мгле повседневных забот…». К началу 1930-х годов «Чураевка» становится литературным объединением.
После Советско-японской войны, в сентябре 1945 года Ачаир был принудительно репатриирован советскими органами. Он провёл 10 лет в ГУЛАГе (Воркута), три года в ссылке в Красноярском крае, в селе Байкит, а после освобождения жил в Новосибирске, работал учителем пения в школе № 29, где создал детский хор и клуб эстетического воспитания.
Похоронен в Новосибирске на Заельцовском кладбище. Более 50 лет за его могилой ухаживала ученица его второй жены, Валентины Белоусовой — Нина Мстиславовна Стогова. С весны 2011 года над захоронением взяли шефство кадеты Сибирского (Омского) кадетского корпуса. 14 сентября 2012 года на здании школы № 29 города Новосибирска по адресу — улица Октябрьская, 89А, была установлена мемориальная доска поэту, созданная на средства сибирских казаков, бывших харбинцев и почитателей его таланта.

## Книги
- Первая Медитат, Харбин, 1925
- Лаконизмы, Харбин, 1937
- Полынь и солнце, Харбин, 1938
- Тропы, Харбин, 1939
- Под золотым небом, Харбин, 1943
- Мне кто-то бесконечно дорог… Стихотворения / Сост. Ю. А. Тарала; Предисл. Е. П. Таскиной. М.: Янус-К, 2009